# Nurmesjärvi (sjö i Kärsämäki, Norra Österbotten)
Nurmesjärvi är en sjö i kommunen Kärsämäki i landskapet Norra Österbotten i Finland. Sjön ligger 148,5 meter över havet. Arean är 69 hektar och strandlinjen är 5,74 kilometer lång. Sjön  ingår i Kalajoki älvs huvudavrinningsområde.   Den ligger omkring 130 kilometer söder om Uleåborg och omkring 410 kilometer norr om Helsingfors. 